# Jean Heywood
Jean Heywood (nascida Jean Murray; 15 de julho de 1921 – 14 de setembro de 2019) foi uma atriz britânica.
Nascida em Blyth, Northumberland, Heywood apareceu em filmes e séries como Billy Elliot e Our Day Out. Seu trabalho na TV incluiu papéis em When the Boat Comes In, All Creatures Great and Small, Boys from the Blackstuff, Family Affairs, The Bill e Casualty. Em 2005, ela estrelou ao lado de Richard Briers e Kevin Whately em um drama chamado Dad na BBC One como parte da campanha Elder Abuse da Comic Relief. Em 2010, Heywood fez uma aparição especial na série da ITV Married Single Other.

## Carreira
Heywood apareceu em muitos papéis, principalmente na televisão, mas também em filmes como Billy Elliot.

## Vida pessoal
Aos seis anos, Heywood mudou-se com seus pais, Jack e Elsie, para a Nova Zelândia. Sua mãe morreu menos de seis meses depois, e a família retornou ao Reino Unido.
Heywood morreu em 14 de setembro de 2019 aos 98 anos. Seu marido, Roland, faleceu antes dela (em 1996). Eles tiveram dois filhos juntos, e Heywood teve outro de um relacionamento anterior.

## Filmografia
- When the Boat Comes In (1976–77) como Bella Seaton
- Our Day Out (1977) como Sra. Kay
- Emmerdale Farm (1978) como Phyllis Acaster
- Boys from the Blackstuff (1982) E5 "George’s Last Ride" como Mary Malone.
- No Place Like Home (1984) como Lillian (mãe de Beryl)
- Dalgliesh (série de TV) Cover Her Face  (1985) como Martha
- A Very Peculiar Practice (1986) como Lillian Hubbard
- Miss Marple: Sleeping Murder (1987) como Edie Pagett
- All Creatures Great and Small (1990) como Sra. Alton
- The Glass Virgin como Amy
- A Touch of Frost (1997) Episódio: No Other Love, como Olive Walters
- Hetty Wainthropp Investigates (1998) T4:E3 "Digging for Dirt" como Enid Weston
- Billy Elliot (2000) como Vovó
- Brookside (2000) como Kitty Hilton
- Heartbeat (1995) T5 Episódio 6 como Hilda Openshaw. We're All Allies Really.